# Rue du Moulin-de-la-Vierge
La rue du Moulin-de-la-Vierge est une voie du 14e arrondissement de Paris, en France.

## Situation et accès
La rue du Moulin-de-la-Vierge est une voie mixte située dans le 14e arrondissement de Paris. Elle débute au 110, rue Raymond-Losserand et se termine en impasse.

## Origine du nom
Cette voie doit son nom à celui d'un moulin appelé « moulin de la Vierge » ( en raison d’un petit oratoire dédié à la Vierge), qui était situé près de son débouché sur la rue Vercingétorix. Le moulin  ne figure sur aucun plan mais est mentionné sur une liste des moulins en activité à Vaugirard en 1809. Il fut ensuite transformé en guinguette très fréquentée.

## Historique
La rue est ouverte, sous sa dénomination actuelle, par décret 21 juillet 1898.
La partie en impasse est ouverte à la circulation publique par arrêté du 23 juin 1959.
Une partie de la voie délimite la ZAC Guilleminot-Vercingétorix.